# Hornindalsvatnet
Hornindalsvatnet je najdublje jezero u Norveškoj, a ujedno i najdublje jezero u Europi sa službenom dubinom od 514 metara. Kako se površina jezera nalazi na nadmorskoj visini od 53 metra, to znači da se dno jezera nalazi na 461 metar ispod površine mora. Na istočnoj strani jezera nalazi se selo Grodås (općina Hornindal), a na zapadnoj strani jezera nalazi se selo Mogrenda (općina Eid). Autocesta E39 prolazi pokraj sela Mogrenda.
Kada je 1990-tih norveška telekomunikacijska tvrtka Telenor postavljala kabele od optičkih vlakana, izmjerili su dubinu jezera od 612 metara. To znači da je službena dubina jezera od 514 metara vjerojatno i veća. Obujam vode u jezeru je 12,1 km3, a površina jezera je 51 km2, po čemu jezero Hornindalsvatnet je 19-to po veličini jezero u Norveškoj. Jezero se nalazi u norveškom okrugu Sogn og Fjordane. Prastaru granitnu podlogu Norveške erodirali su ledenjaci ledenoga doba i oblikovali visoke planine i duboke doline, tako da ima više od 160 000 jezera, a najveće je jezero Mjøsa na jugoistoku.
Jezero Hornindalsvatnet je poznato i po maratonu, koji se održava u srpnju svake godine.